# Luetzelburgia bahiensis
Luetzelburgia bahiensis är en ärtväxtart som beskrevs av Gennady Pavlovich Yakovlev. Luetzelburgia bahiensis ingår i släktet Luetzelburgia och familjen ärtväxter. Inga underarter finns listade i Catalogue of Life.